# Bette (album)
Bette è il decimo album in studio della cantante statunitense Bette Midler, pubblicato nel 2000.

## Tracce
1. That's How Heartaches Are Made (Ben Raleigh, Bob Halley) – 3:08
2. In These Shoes? (Kirsty MacColl, Pete Glenister) – 3:41
3. God Give Me Strength (Elvis Costello, Burt Bacharach) – 6:31
4. Just My Imagination (Running Away with Me) (Norman Whitfield, Barrett Strong) – 3:54
5. Love T.K.O. (Cecil Womack, Gip Noble Jr., Linda Womack) – 4:47
6. Moses (Patty Griffin) – 4:31
7. Nobody Else But You (From the Columbia Tristar television series Bette) (Bette Midler, Marc Shaiman) – 2:53
8. Color of Roses (Beth Nielsen Chapman, Matt Rollings) – 4:41
9. Bless You Child (Billy Steinberg, Rick Nowels, Marie Claire Cremers) – 4:35
10. When Your Life Was Low (Will Jennings, Joe Sample) – 3:55
11. Shining Star (Leo Graham Jr., Paul Richmond) – 4:49